# 卡森城 (密歇根州)
卡森城（Carson City）是美国密歇根州蒙卡尔姆县的一座城市，人口约1190人（2000年），人口密度為1670.8人／平方英里。1887年，當地成為一个村庄，1960年升級為城市。